# Real Traffic Grabber
Real Traffic Grabber est un logiciel sous licence GNU/GPL permettant de superviser, via le protocole SNMP, des équipements réseaux.
Écrit en C, cette solution de supervision conserve les données récupérées dans une base de données relationnelle sans faire d'agrégation de données (contrairement aux solutions s'appuyant sur des bases RRD)